# 228
228 (CCXXVIII na numeração romana) foi um ano bissexto do século III do Calendário Juliano, da Era de Cristo. as suas letras dominicais foram F e E (52 semanas), teve início a uma terça-feira e terminou a uma quarta-feira.
| Ano completo                          |
| ------------------------------------- |
| Ano bissexto com início à terça-feira |

## Mortes
- Ulpiano, jurista romano